# Hyphydrus loriae
Hyphydrus loriae är en skalbaggsart som beskrevs av Régimbart 1892. Hyphydrus loriae ingår i släktet Hyphydrus och familjen dykare. Inga underarter finns listade i Catalogue of Life.